# الأب جوس (فلم)
الأب جوس (بالإنجليزية: Father Goose) هو فيلم مغامرة تم إنتاجه في الولايات المتحدة وصدر في سنة 1964.

## طاقم التمثيل
- كاري غرانت

## الميزانية والإيرادات
حقق أرباحا تقدر بـ 12,500,000 دولار.

### ترشيحات وجوائز
| السنة | الحدث  | الفئة             | النتيجة  |
| ----- | ------ | ----------------- | -------- |
|       | أوسكار | أفضل سيناريو أصلي | فـــــوز |

## وصلات خارجية
- مقالات تستعمل روابط فنية بلا صلة مع ويكي بيانات